# Makrodaktylie

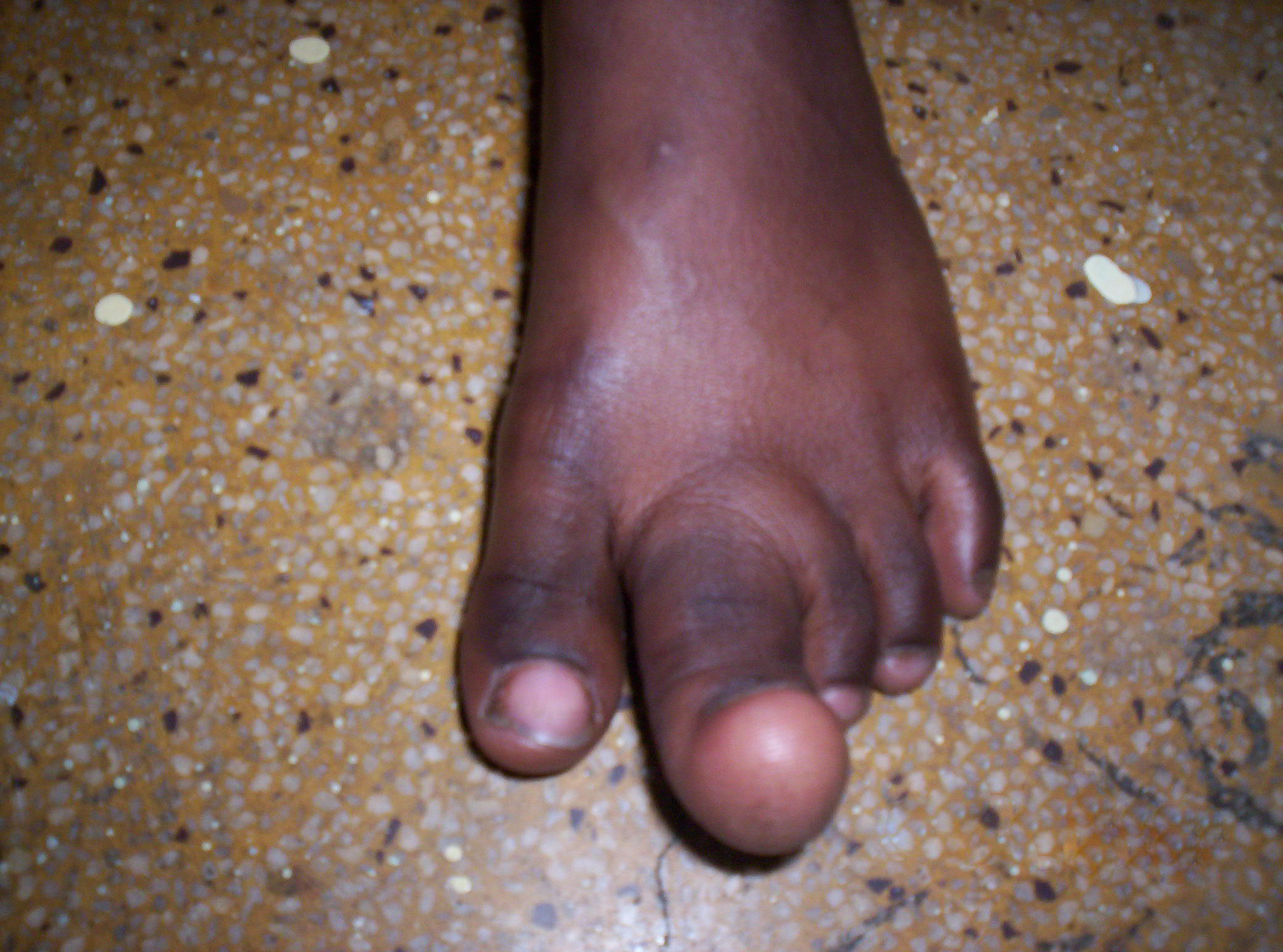
Makrodaktylie

Unter Makrodaktylie (griech. μακρός makros „groß“, „lang“, δαϰτυλος dáktylos „Finger“; „Zehe“) versteht man ein gegenüber den anderen überproportionales Wachstum, einen Riesenwuchs (Gigantismus, Hypersomie) eines oder mehrerer Finger oder Zehen.
Zur Abgrenzung gegenüber anderen Erkrankungen wie z. B. Gefäßmissbildung, Lymphangiom, Tumoren, Exostosen, bei denen einzelne Komponenten der Finger-  bzw. Zehenanatomie betroffen sind, sind bei der Makrodaktylie alle Gewebe in proportionaler Weise vergrößert.
Das Proteus-Syndrom kann als Sonderform betrachtet werden.

## Erworbene Makrodaktylie
Erworbene Formen sind selten.
Mögliche Ursachen sind:
- Entzündung, z. B. bei Infektion
- Tumoren wie Osteoid-Osteom, Melorheostose, Lipofibromatöses Hamartom[3][4]
- Arteriovenöse Malformation vor Schluss der Epiphysenfuge
- Elephantiasis
- Still-Syndrom
- Amyloidose
- Akromegalie
- Tuberöse Sklerose[5]

## Isolierte Makrodaktylie
Diese angeborene Form als Kongenitale Makrodaktylie ist die häufigste.
An der Hand sind ein oder mehrere Finger typischerweise innerhalb des Versorgungsgebietes eines überlangen Nervens vergrößert und verdickt. Der Zeigefinger ist am häufigsten betroffen. Bei mehreren Fingern sind diese benachbart.
Als Ursache wird, wie bei den meisten angeborenen Extremitätenfehlbildungen, Störung während der 4. bis 6. Schwangerschaftswoche angenommen.
Bislang wurden Mutationen im PIK3CA-, AKT1- und PTEN-Gen als Auslöser gefunden.

## Im Rahmen von Erkrankungen
Bei folgenden Erkrankungen und Syndromen kann es zu Makrodaktylien kommen:
- Hochwuchs-Skoliose-Makrodaktylie der Großzehen-Syndrom, Synonym: Epiphyseal chondrodysplasia, Miura type[11]
- Fettriesenwuchs (progressive Makrodystrophia lipomatosa)
- Hemihypertrophie
- Klippel-Trénaunay-Weber-Syndrom
- Lhermitte-Duclos-Syndrom
- Lipodystrophie Typ Berardinelli
- Lipofibromatose
- Maffucci-Syndrom
- Neurofibromatose
- Ruvalcaba-Myhre-Smith-Syndrom

## Klinische Erscheinungen
Die Vergrößerung kann bereits bei Geburt vorliegen und sich proportional zum Wachstum entwickeln oder erst nach den ersten Lebensjahren auftreten und dann ein rascheres Wachstum aufweisen.
Bevorzugt sind die mittleren Strahlen betroffen. Häufiger findet man eine Syndaktylie.
Am Fuß steht das Problem der Schuhversorgung im Vordergrund, auch die verdrängende Wirkung auf benachbarte Zehen.

## Diagnostik
Zur Abgrenzung der aufgeführten Differentialdiagnosen ist eine Röntgenaufnahme erforderlich. Die knöchernen Strukturen sind außer ihrer Übergröße nicht verändert.

## Behandlung
Die Behandlung richtet sich nach dem Ausmaß der Beeinträchtigung und reicht von der Epiphyseodese bis zur teilweisen Amputation. Sie erfolgt in Anbindung an eine kinderorthopädische Fachabteilung.